# اللانهايات (رواية)
اللانهايات (بالإنجليزية: The Infinities)‏ هي رواية للكاتب الأيرلندي جون بانفيل، نشرت عام 2009، عن دار نشر بيكادور.

## روابط خارجية
- اللانهايات (رواية) على موقع الموسوعة البريطانية (الإنجليزية)